# NGC 1716
NGC 1716 је спирална галаксија у сазвежђу Зец која се налази на NGC листи објеката дубоког неба.
Деклинација објекта је - 20° 21' 48" а ректасцензија 4h 58m 13,2s. Привидна величина (магнитуда) објекта NGC 1716 износи 13,1 а фотографска магнитуда 13,9. NGC 1716 је још познат и под ознакама ESO 552-34, MCG -3-13-38, IRAS 04560-2026, PGC 16434.